# Кубок России по современному пятиборью среди женщин 2002
Кубок России по современному пятиборью среди женщин 2002 года проходил в Москве (спортивная база "Северный") с 22 по 25 марта. Медали разыгрывались в личном и командном первенстве. На старт вышли спортсменки, которые представляли регионы и города России. Так же в соревнованиях принимали участие пятиборки из Белоруссии, Украины и Казахстана.

## Кубок России. Женщины.
- Личное первенство.

| Дисциплина        | Золото                           | Серебро                        | Бронза                            |
| Личное первенство | Татьяна Муратова · Москва · 5636 | Татьяна Горляк · Самара · 5460 | Татьяна Наказная · Украина · 5435 |

- Итоговая таблица.

| Место | Спортсмен            | Город    | Сумма |
| ----- | -------------------- | -------- | ----- |
| 1.    | Татьяна Муратова     | Москва   | 5636  |
| 2.    | Татьяна Горляк       | Самара   | 5460  |
| 3.    | Татьяна Наказная     | Украина  | 5435  |
| 4.    | Анастасия Самусевич  | Беларусь | 5396  |
| 5.    | Евдокия Гречишникова | Москва   | 5388  |
| 6.    | Олеся Величко        | Самара   | 5360  |

- Командное первенство.

| Дисциплина           | Золото                                                                        | Серебро           | Бронза             |
| Командное первенство | Москва-1 · Татьяна Муратова · Евдокия Гречишникова · Дарья Караваева · 15 964 | Самара-1 · 14 822 | Казахстан · 14 644 |